# 고질라 17 - 고질라 1985
고질라 17 - 고질라 1985(Gojira, Godzilla 1985)는 일본에서 제작된 R.J. 키저, 하시모토 고지 감독의 1984년 영화이다. 레이몬드 버 등이 주연으로 출연하였고 토니 랜들 등이 제작에 참여하였다.

## 출연

### 주연
- 레이몬드 버
- 코바야시 케이쥬

### 조연
- 타나카 켄
- 사와구치 야스코
- 타쿠마 신
- 워렌 J. 켐머링
- 트래비스 스워즈
- 오자와 에이타로
- 나이토 타케토시
- 스즈키 미즈호
- 오리모토 준키치
- 코이즈미 히로시
- 사토 케이
- 에모토 타케노리
- 이시자카 코지

## 제작진
- 미술: 아키라 사쿠라기